# 薩斯索羅足球體育會
薩斯索羅足球體育會（Unione Sportiva Sassuolo Calcio），是意大利萨索洛市的一个足球俱乐部。该队现参加意大利足球乙级联赛。

## 历史
萨索罗足球俱乐部成立于1920年，长期在意大利低级别联赛作赛，直到2006年升级到丙一级联赛。2007/08赛季，在马西米利亚诺·阿莱格里的率领下，球队获得丙一级联赛冠军，升级到乙级联赛。 球队在第一个意乙联赛赛季即取得第七名的好成绩，2009/10赛季和2011/12赛季又两次进入升级附加赛，但都未能获得升级。2012/13赛季，萨索罗获得乙级联赛冠军，历史上首次参加意大利足球甲级联赛。
2016年5月21日，萨索洛凭借尤文图斯意大利杯战胜AC米兰的賽果，在 2015-16 赛季获得聯賽第六名后首次获得欧霸盃参赛资格，因为如果AC米兰在决赛中获胜，他们将获得欧战资格。2016年8月25日，萨索洛在附加赛中以总比分 4-1 击败贝尔格莱德红星，获得欧霸盃小组赛资格。
2023-2024賽季意甲第37輪，薩斯索羅在主場以0-2不敵卡利亞里。這一失利導致了他們提前註定降入意乙聯賽。

## 主场
萨索罗队原来的主场是位于萨索罗市的恩佐·里奇体育场，但由于这个体育场的容纳人数不到5000人，2008年球队升入意乙联赛后，就借用附近城市摩德纳的阿尔贝托布拉利亚体育场。

## 球員名員（2025/26）
1. 粗體字為新加盟球員（青年隊提升不計）。
2. 取消共有球員制。
3. 2025年夏季轉會窗（英语：List of Italian football transfers summer 2025）：6月1日至10日，6月16日至9月1日。

### 現役球員
| 號碼  | 國籍   | 球員                                | 位置  | 年齡  | 加盟年份 | 前屬球會   | 轉會費 |
| 门 将 | 门 将  | 门 将                               | 门 将 | 门 将 | 门 将    | 门 将      | 门 将  |
| ----- | ------ | ----------------------------------- | ----- | ----- | -------- | ---------- | ------ |
| 1     | 義大利 | 亚历山德罗·鲁索（Alessandro Russo） | 門將  | 24    | 2019     | 青年隊     | --     |
| 12    | 義大利 | 贾科莫·萨塔里诺（Giacomo Satalino） | 門將  | 26    | 2017     | 費倫天拿   | 萬歐元 |
| 13    | 義大利 | 斯特凡诺·图拉蒂（Stefano Turati）   | 門將  | 23    | 2019     | 雷納泰     | 萬歐元 |
| 16    | 義大利 | 焦埃莱·扎基（Gioele Zacchi）        | 門將  | 22    | 2020     | 青年隊     | --     |
| 49    | 科索沃 | 阿里亚内特·穆里奇（Arijanet Muric）       | 門將  | 26    | 2025     | 伊普斯威奇 | 租借   |
| 后 卫 |        |                                     |       |       |          |            |        |
| 中 場 |        |                                     |       |       |          |            |        |
| 前 鋒 |        |                                     |       |       |          |            |        |